# Главы Старого Оскола
В этой таблице представлены воеводы и головы города с момента основания по 1917 год.
| Глава города                                                                   | Время полномочий |
| ------------------------------------------------------------------------------ | ---------------- |
| Иван Андреевич Сонцов-Засекин Иван Никитич Мясной                              | 1596—1598        |
| Иван Фёдорович Жировой-Засекин Юрий Игнатьевич Кобяков Степан Иванович Данилов | 1598—?           |
| Иван Григорьевич Щербатов Юрий Ловчиков                                        | 1602             |
| Дмитрий Михайлович Барятинский Фёдор Михайлович Ивашкин                        | 1602—1603        |
| Богдан Степанович Сабуров Иов Игнатьевич Загряжский                            | 1604—1605        |
| Матвей Васильевич Бутурлин Сарыч Никитович Линев                               | 1605—1607        |
| Ефим Варфоломеевич Бутурлин                                                    | 1607             |
| Григорий Васильевич Губин                                                      | 1614             |
| Григорий Никифорович Давыдов                                                   | 1614             |
| Денис Григорьевич Аладьин                                                      | 1615             |
| Фёдор Тимофеевич Соковнин                                                      | 1616             |
| Дмитрий Фёдорович Скуратов                                                     | 1617             |
| Игнатий Михнев                                                                 | 1617             |
| Степан Матвеевич Проестев                                                      | 1618—1619        |
| Андрей Фёдорович Наумов                                                        | 1619—1620        |
| Никита Дмитриевич Воробьин                                                     | 1621—1622        |
| Данило Моисеевич Яблочков                                                      | 1623             |
| Иван Мотовилов                                                                 | 1624             |
| Никифор Юрьевич Плещеев                                                        | 1624—1626        |
| Иван Фёдорович Еропкин                                                         | 1626—1627        |
| Иван Михайлович Волконский (либо Данило Моисеевич Яблочков)                    | 1628—1629        |
| Василий Егорович Коробьин                                                      | 1629—1630        |
| Афанасий Дмитриевич Тургенев                                                   | 1630—1631        |
| Яков Лукьянович Хрущёв                                                         | 1631—1634        |
| Константин Михайлович Пущин                                                    | 1635—1637        |
| Василий Петрович Ахрамушков-Черкасский                                         | 1637—1638        |
| Иван Андреевич Ржевский                                                        | 1638—1639        |
| Дмитрий Сеитов                                                                 | 1640—1641        |
| Прокофий Васильевич Коробьин                                                   | 1642—1643        |
| Дмитрий Иванович Репей-Плещеев                                                 | 1644—1647        |
| Василий Борисович Шереметьев Иван Захаров-Ляпунов                              | 1646             |
| Иван Михайлович Волконский                                                     | 1647—1648        |
| Фёдор Ловчиков                                                                 | 1648             |
| Иван Семёнович Языков                                                          | 1651             |
| Андрей Григорьевич Зыков                                                       | 1654             |
| Кирилл Александрович Загряжский                                                | 1654             |
| Афанасий Беклемишев                                                            | 1658             |
| Тимофей Левашов                                                                | 1659             |
| Григорий Дмитриевич Кобяков                                                    | 1660             |
| Парфений Лаврентьевич Болотников                                               | 1664—1665        |
| Фёдор Семёнович Лупандин                                                       | 1665             |
| Иван Юшков                                                                     | 1676             |
| Харитон Иванович Арнаутов                                                      | 1677—1678        |
| Семён Артемьевич Колюбакин                                                     | 1678—1679        |
| Фёдор Иванович Шаховской                                                       | 1681             |
| Степан Фёдорович Юшков                                                         | 1683             |
| Гаврила Корнилович Кисленский                                                  | 1687—1688        |
| Иван Иванович Засецкий                                                         | 1689             |
| Иван Гранковский                                                               | 1690             |
| Василий Алексеевич Вяземский                                                   | 1690—1691        |
| Василий Дубровин                                                               | 1691             |
| Матвей Афросимов                                                               | 1693—1696        |
| Иван Иванович Тевяшов                                                          | 1696—1698        |
| Яков Тимофеевич Мышецкий                                                       | 1700—1701        |
| Василий Семёнович Карпов                                                       | 1703             |
| Иван Хомяков                                                                   | 1708—1709        |
| Фёдор Васильевич Тимофеев                                                      | 1871—1883        |
| Иларион Иларионович Симонов                                                    | 1883—1893        |
| Сергей Яковлевич Мешков                                                        | 1893—?           |

В этой таблице представлены председатели Старооскольского горисполкома КПСС по 1963 год.
| Глава города                              | Начало полномочий | Окончание полномочий |
| ----------------------------------------- | ----------------- | -------------------- |
| Даниил Александрович Горбунов (1910—1992) | 1941              | 1942                 |
| Даниил Александрович Горбунов (1910—1992) | 1950              | 1952                 |
| Валентин Николаевич Цыцугин (1929—2010)   | 1957              | 1963                 |

В этой таблице представлены секретари Старооскольского горкома КПСС по 1991 год.
| Глава города                            | Начало полномочий | Окончание полномочий |
| --------------------------------------- | ----------------- | -------------------- |
| Валентин Николаевич Цыцугин (1929—2010) | 1969              | 1983                 |
| Николай Петрович Шевченко (1934—2020)   | 1983              | 1986                 |
| Иван Николаевич Жихарев (1950—2024)     | 1986              | 1991                 |

В данной таблице представлен список глав города Старый Оскол с 1992 года по настоящее время.
| № | Фотография | Глава города                                         | Начало полномочий | Окончание полномочий |
| - | ---------- | ---------------------------------------------------- | ----------------- | -------------------- |
| 1 |            | Иван Афанасьевич Гусаров (1934—2022)                 | 1992              | март 1996            |
| 2 |            | Николай Петрович Шевченко (1934—2020)                | март 1996         | октябрь 2007         |
| 3 |            | Павел Евгеньевич Шишкин (род. 22 ноября 1959)        | март 2008         | май 2013             |
| 4 |            | Александр Викторович Гнедых (род. 12 декабря 1965)   | сентябрь 2013     | ноябрь 2017          |
| 5 |            | Александр Николаевич Сергиенко (род. 2 декабря 1971) | январь 2018       | декабрь 2021         |
| 6 |            | Андрей Валериевич Чесноков (род. 8 апреля 1985)      | январь 2022       | декабрь 2024         |
| 7 |            | Владимир Николаевич Жданов (род. 7 апреля 1980)      | декабрь 2024      | н.в                  |